# Chiu-Chu Melissa Liu
Chiu-Chu Melissa Liu (15 de dezembro de 1974) é uma matemática taiwanesa, professora de matemática da Universidade Columbia, que trabalha com geometria algébrica e geometria simplética.
Liu obteve a graduação na Universidade Nacional de Taiwan em 1996, e obteve um Ph.D. em 2002 na Universidade Harvard, orientado por Shing-Tung Yau.
Liu recebeu a Medalha Morningside de prata de 2007. Foi palestrante convidada do Congresso Internacional de Matemáticos em Hyderabad (2010: Gromov-Witten theory of Calabi-Yau 3-folds).